# Margareta Valdemarsdotter av Sverige
Margareta Valdemarsdotter av Sverige, död efter år 1288, var en svensk prinsessa och dominikannunna i Skänninge nunnekloster. 

## Biografi
Margareta Valdemarsdotter föddes som dotter till kung Valdemar Birgersson och Sofia Eriksdotter av Danmark. Hon förlovades med hertig Johan av Braunschweig, men förlovningen blev senare bruten. 
Hon inträdde år 1288 i Skänninge kloster, tillhörande Dominikanorden. 